# Patrick Sequeira
Patrick Gilmar Sequeira Mejías (* 1. März 1999 in Puerto Limón) ist ein costa-ricanischer Fußballtorhüter.

## Karriere

### Verein
Sequeira spielte von 2017 bis 2020 für Real Unión Irún in der dritthöchsten spanischen Liga Segunda División B, wohin er von CD Saprissa zunächst ausgeliehen wurde. 2020 wechselte er zum spanischen Erstligisten Celta Vigo, kam dort aber nur in der zweiten Mannschaft zum Einsatz, die ebenfalls in der Segunda División B spielte. Seit Juli 2022 steht er beim spanischen Zweitligisten CD Lugo unter Vertrag.

### Nationalmannschaft
Sequeira nahm mit der costa-ricanischen U-17-Mannschaft an der U-17-Fußball-Weltmeisterschaft 2015 in Chile teil, wurde aber beim. Turnier, bei dem die Costa-Ricaner bis ins Viertelfinale kamen, nicht eingesetzt. Auch bei der CONCACAF U-20 Championship 2018 gehörte er zum Kader, wurde aber wieder nicht eingesetzt. Am 25. März 2021 stand er bei einem Spiel der U-23-Mannschaft in der Olympiaqualifikation der CONCACAF im Tor. Das 5:0 gegen die Dominikanische Republik war der einzige Sieg der Costa-Ricaner im Turnier, die ersten beiden Spiele gegen die USA und Mexiko, bei denen er nicht im Tor stand, hatten sie mit 0:1 und 0:3 verloren. Im Mai 2021 wurde er für den positiv auf COVID-19-getesteten Aarón Cruz für das Finale der CONCACAF Nations League 2019–21 nachnominiert. Beim Turnier kam er aber nicht zum Einsatz. Er gehörte im Juli auch zum Kader für den CONCACAF Gold Cup 2021, verletzte sich aber vor dem ersten Spiel und wurde am 21. Juli durch Leonel Moreira ersetzt.
Am 23. September 2022 debütierte er dann doch in der A-Nationalmannschaft im Freundschaftsspiel gegen Südkorea als er in der 83. Minute für Joel Campbell eingewechselt wurde, nachdem Torhüter Esteban Alvarado beim Stande von 2:1 die Rote Karte erhalten hatte. Seine erste Aktion war es, den Ball aus dem Tor zu holen, denn verbunden mit der Roten Karte, gab es einen Freistoß, den Son Heung-Min zum 2:2-Endstand verwandelte. Vier Tage später wurde er im Freundschaftsspiel gegen Usbekistan zur zweiten Halbzeit für Aarón Cruz eingewechselt.
Am 3. November 2022 wurde er als dritter Torhüter für die WM in Katar nominiert.